# Suleue
Suleue is een bestuurslaag in het regentschap Aceh Besar van de provincie Atjeh, Indonesië. Suleue telt 347 inwoners (volkstelling 2010).